# Valašská Bystřice
Valašská Bystřice, bis 1925 Velká Bystřice (deutsch Walachisch Bistritz, früher Groß Bistrzitz) ist eine Gemeinde in der mährischen Walachei in Tschechien. Sie liegt sechs Kilometer südlich von Rožnov pod Radhoštěm und gehört zum Okres Vsetín.

## Geographie
Die Streusiedlung Valašská Bystřice erstreckt sich im Nordwesten des Wsetiner Berglandes im oberen Tal der Bystřička und ihrer Zuflüsse. Das Dorf liegt auf dem Gebiet des Landschaftsschutzgebietes CHKO Beskydy. Nördlich erheben sich der Těnkovec (556 m), Na Spině (560 m) und Polomec (603 m), im Nordosten der Na Vrchu (627 m), östlich der Zvonový (743 m), die Bystřická Kyčera (665 m), Herálky (891 m) und Činov (793 m), im Südosten die Kyčerka (772 m), Tanečnice (911 m) und der Košárkův vrch (687 m), südlich die Lušovka (875 m), Ptáčnice (830 m) und der Prostřední vrch (743 m), im Südwesten der Búřov (660 m) sowie nordwestlich die Trnava (538 m).
Nachbarorte sind Kyselky, Vidče, Na Horách, Leskovec und Žáry im Norden, Hlaváčky im Nordosten, Díly, Kyčery und Činov im Osten, Na Valše, Na Říce, Bledá, Krbov, Hřívová und Tísňavy im Südosten, Hluboký und Humenec im Süden, Kršle, Santov und Malá Bystřice im Südwesten, Búřov, Holomúc, Gruň und Pod Lesem im Westen sowie Na Hajduškách, Dražiska, Velká Lhota und Videčské Paseky im Nordwesten.

## Geschichte
Valašská Bystřice ist eine der jüngsten Ansiedlungen der Mährischen Walachei. Das mit dichten Wäldern bestandene obere Tal der Bystřice wurde im 17. Jahrhundert durch walachische Pasekaren dünn besiedelt. Diese legten in den Wäldern Einzelschläge (Paseken) an und siedelten verstreut auf den so entstandenen Bergwiesen. Um 1620 wurden diese Paseken erstmals als Bystřice bezeichnet und ab 1629 wurden sie in Velká Bystřice und Bystřiček unterschieden. Nach dem Dreißigjährigen Krieg verbargen sich in den Wäldern walachische Aufständische. 1651 ließen die Herren von Zierotin auf Krasna für Nová Bystřice ein Grundbuch anlegen. Darin ist erkennbar, dass die Ansiedlung damals aus einer Vogtei, 15 Chaluppen und sechs ärmlichen Hütten bestand, die weiträumig verstreut lagen. Im Jahre 1675 wurde die Ansiedlung als Gross Bystržitz und im Jahre darauf nach dem ersten Vogt Randýsek als Randýskova Bystřice bezeichnet. Im Laufe der Zeit siedelten sich herrschaftliche Holzfäller an, die von der Herrschaft auf den Schlägen zu einem günstigen Preis Land erwarben und die steinigen Böden urbar machten. Die ersten beiden Vögte aus der Familie Křenek sorgten für einen Aufschwung des Ortes. Jiří Křenek ließ 1735 in Gross Bystržitz eine Portaschenstation errichten und führte das Korps als Portaschenleutnant an. Unter seinem gleichnamigen Sohn (1721–1791) begann 1772 der Bau der Kirche, des Pfarrhauses und der Schule. Zu dieser Zeit erlangte das Dorf durch seine Holzwaren und Holzspielzeug Bekanntheit. Eine Spezialität bildete die Fertigung farbig geräucherten Spielzeuges, das bis nach Wien und nach Preußen verkauft wurde. Bis zu seiner Auflösung im Jahre 1829 sicherte das Portaschenkorps die Grenze zu Ungarn vor Räubern und Paschern. Im Jahre 1834 bestand der Ort aus 191 Häusern und hatte 1573 Einwohner. 1846 wurde die Gemeinde als Hrubá Bistřica bezeichnet. Die Typhusepidemie von 1847, die 40 Opfer forderte, war der Anlass zur Anlegung des neuen Friedhofes.
Bis zur Mitte des 19. Jahrhunderts blieb das Dorf immer der Herrschaft Rožnov untertänig.
Nach der Aufhebung der Patrimonialherrschaften bildete Hrubá Bistřica/Groß Bistrzitz ab 1849 eine Gemeinde in der Bezirkshauptmannschaft Meziříčí. Ab 1872 führte die Gemeinde den Namen Velká Bystřice. Im Jahre 1898 lebten in den 303 Häusern von Velká Bystřice 2191 Personen. Vor der Kirche wurden 1919 zwei Unabhängigkeitslinden gepflanzt. Beim Zensus von 1921 wurden in Velká Bystřice 2064 Einwohner gezählt. Der amtliche Name wurde 1925 auf Gesuch der Gemeindevertretung in Valašská Bystřice geändert. Im Jahre 1935 erfolgte die feierliche Einweihung der Bürgerschule. Nach dem Ende des Zweiten Weltkrieges sank die Einwohnerzahl infolge der Abwanderung in die Grenzgebiete deutlich. Ein Teil der Werkstätten schloss sich 1947 zur Produktionsgenossenschaft Portáš zusammen, die neben Holzwaren auch Fuhrwerke aus Holz und Metall fertigte. 1948 wurde der Busverkehr nach Rožnov pod Radhoštěm aufgenommen. In dieser Zeit entstand auch die Straße entlang der Bystřice bis Horní konec. Zum 1. Jänner 1954 wurde die Ansiedlung Videčské Paseky von Vidče nach Valašská Bystřice umgemeindet, dadurch stieg die Einwohnerzahl der Gemeinde wieder auf 2000. In den 1980er Jahren entstand ein Kindergarten, und die Grundschule wurde um einen Unterrichtspavillon erweitert. Nach der Aufhebung des Okres Valašské Meziříčí wurde Valašská Bystřice 1960 dem Okres Vsetín zugeordnet.

## Gemeindegliederung
Für die Gemeinde Valašská Bystřice sind keine Ortsteile ausgewiesen. Grundsiedlungseinheiten sind Búřov, Činov, Díly, Hřívová, Kyčery, Kyselky-Potoky, Na Říce, Tísňavy, Valašská Bystřice und Žáry.

## Sehenswürdigkeiten
- Pfarrkirche Mariä Himmelfahrt, errichtet ab 1772, ihre Weihe erfolgte 1779
- Alter Friedhof mit zwei steinernen Portaschengrabmälern von 1781 und 1791 vor der Kirche
- Gedenkstein auf dem Grab der sowjetischen Funker A. Timochinov und V. Kolomacký, die Mitglieder der 1. Tschechoslowakischen Partisanenbrigade Jan Žižka fielen 1944 in Malá Bystřice.
- Gedenkstein für die Opfer beider Weltkriege, bei der Schule
- Hölzerner walachischer Glockenturm in Kyčery